# Enmerkar och härskaren av Aratta
Enmerkar och härskaren av Aratta är en sumerisk berättelse från den Ny-sumeriska eran (cirka 2200 år f.Kr.). Den är en i en serie av berättelser som beskriver konflikter mellan Enmerkar, kung av Unug-kulaba (Uruk) och den ej namngivna konungen av Aratta (troligen i nuvarande Iran eller Armenien). Delar av berättelsen har gått förlorad.

## Sammanfattning
Berättelsen börjar med följande bakgrund: I de forna dagarna, när öden bestämdes. Lät de stora prinsarna Uruks E-ana (Ett tegeltempel i Uruk dedikerat jordgudinnan Inanna) att lyfta huvudet högt. Överflöd, floder av karp och regn som får kornet att växa ökade i Uruk. Innan landet Dilmun fanns stod E-ana i Uruk starkt. 
Enmerkar "Utvald av Inanna i hennes heliga hjärta från de ljusa bergen" ber Inanna att låta honom erövra Aratta och få dess folk att betala honom tribut i dyra metaller och ädelstenar. Detta för att bygga ett tempel åt vattenguden Enki i Eridu och även för att försköna hennes eget tempel i Uruk. Inanna råder Enmerkar att sända ett sändebud över Susin och Anshans berg till härskaren av Aratta och kräva hans underkastelse och tribut.
Enmerkar skickar sitt sändebud med hot om att ödelägga Aratta och sprida dess folk för vinden om härskaren inte skickar honom tribut. "Annars likt den förstörelse som svepte över världen och i vars kölvatten Inanna uppstod med ett skrik. Kommer jag att utföra en svepande förstörelse över detta land." Enmerkar säger även åt sändebudet att recitera besvärjelsen av Nudimmud, en hymn till Enki som syftar till att språkligen sammanföra de olika folken i Sumer.
Sändebudet anländer i Aratta och återger Enmenkars meddelande samt reciterar besvärjelsen. Han ber sedan Arattas härskare att ge ett svar till Enmerkar. Härskaren av Aratta svarar dock att han ej kommer underkasta sig Enmerkar. Detta då det är Inanna själv som utsett honom till kung av Aratta men budbäraren svarar att Inanna är drottning av E-ana och hon har bosatt sig i Uruk där hon lovat Enmerkar att Aratta kommer att buga för honom.
Härskaren av Aratta blir förtvivlad när han får höra detta och säger åt sändebudet att berätta för Enmerkar att om Uruk vill strida med Aratta är de väl förberedda på det. Arattas arme kommer inte att ha några problem med att krossa Uruk. Dock är han villig att underkasta sig om Enmerkar skickar Aratta rikligt med korn och om Inanna själv övertygar honom om att hon övergivit Aratta och svurit sin allians till Uruk. Han ger även sändebudet några ädelstenar att ta med som gåva.
Sändebudet återvänder till Enmerkar och återberättar härskaren av Arattas svar. Enmerkar skickar dagen efter tillbaka sändebudet med en stor mängd korn och en begäran om att få fler ädelstenar.
I Aratta vägrar dock härskaren underkasta sig än en gång. Han tar kornet och säger åt sändebudet att berätta för Enmerkar att det är han som borde skicka ädelstenar till Aratta och inte tvärtom. När Enmerkar får reda på detta spenderar han tio år med att skapa en utsmyckad stridsklubba som han sedan skickar med sändebudet till Aratta. När härskaren får se detta känner han rädsla och han förstår att Inanna övergett honom. Härskaren skickar sändebudet tillbaka till Enmerkar med förslaget att Uruk och Aratta skall välja varsin kämpe och att dessa två skall strida man mot man för att avgöra vem som vinner konflikten. Enmerkar accepterar detta och skickar även sändebudet med meddelandet att Arattas befolkning skall ge ännu större tribut både till Uruk och till templet E-ana. Annars kommer deras land förstöras och deras folk att skingras. För att underlätta för budbäraren som nu blivit så uttröttad av alla meddelanden fram och tillbaka att han inte längre kan hålla dem isär skriver Enmerkar ned sitt meddelande på lerplattor och blir därmed skrivspråkets uppfinnare.
Sändebudet återvänder till Aratta med lertavlorna och härskaren försöker läsa dessa. I just detta ögonblick skapar stormguden Ishkur ett väldigt regn över Aratta vilket får vildvete och kikärtor att växa. Härskaren av Aratta tolkar detta som ett tecken från Inanna på att hon inte övergivit Aratta och kallar på sin kämpe. 
Resten har till stor del gått förlorad och det är oklart hur historien fortsätter. Av vad som kan utrönas verkar Enmerkar ha lyckats besegra Aratta och det är möjligt att han ger herraväldet över staden till Inanna. Det verkar även som om Arattas folk går med på att betala Enmerkar och E-ana tribut samt ge material för att bygga templet åt Enki.